# 대한민국 형사소송법 제118조
대한민국 형사소송법 제118조는 영장의 제시에 대한 형사소송법의 조문이다.

## 조문
제118조(영장의 제시) 압수·수색영장은 처분을 받는 자에게 반드시 제시하여야 한다.

第118條(令狀의 提示) 押收·搜索令狀은 處分을 받는 者에게 반드시 提示하여야 한다.

## 판례
압수수색을 개시할 때 압수수색장소 관리책임자에게 압수수색영장을 제시하였다고 하더라도 실제 압수를 당하는 사람에게 따로 압수수색영장을 제시하여야 한다

## 참고 문헌
- 손동권 신이철, 새로운 형사소송법(초판, 2013), 세창, 2013. ISBN 9788984114081

## 같이 보기
- 영장